# Amerikansk fotboll i Europa

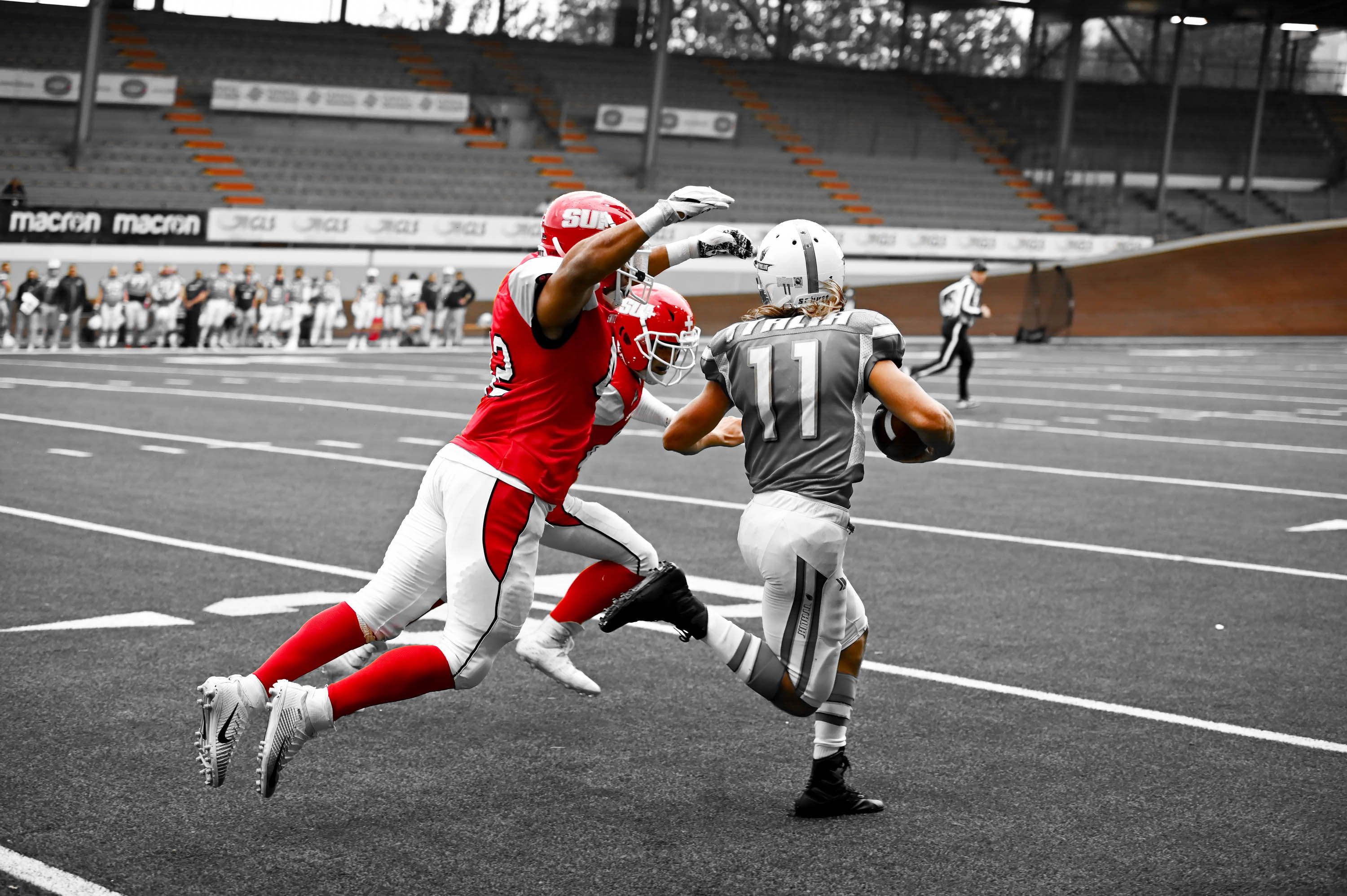
Italien spelar mot Schweiz

Amerikansk fotboll spelas i de flesta europeiska länder och ländernas specialidrottsförbund samlas under det europeiska förbundet IFAF Europa. Flera internationella turneringar hålls mellan både landslag och klubblag på herr, dam, och juniornivå. Sporten har stor spridning i framörallt Tyskland och Frankrike.

## Länder
| Land           | Förbund | Högsta liga                             | EM-guld   | Medlemskap IFAFE |
| -------------- | ------- | --------------------------------------- | --------- | ---------------- |
| Belarus        |         | Vostochno-Yevropeiskaya Superliga       |           |                  |
| Belgien        | BAFL    | BAFL Elite                              |           | Associerat       |
| Bulgarien      | BFAF    |                                         |           |                  |
| Danmark        | DAFF    | National Ligaen                         |           | Fullt            |
| Estland        |         |                                         |           |                  |
| Finland        | SAJL    | Vaahteraliiga                           | 5         | Fullt            |
| Frankrike      | FFFA    | Championnat Elite 2022                  | 1         | Fullt            |
| Georgien       |         |                                         |           | Allierade        |
| Irland         | AFI     | Premier Division                        |           | Associerat       |
| Island         |         |                                         |           |                  |
| Italien        | FIDAF   | 1° Divisione                            | 3         | Fullt            |
| Kroatien       | HSAN    | Hrvatska Liga Američkog Nogometa        |           |                  |
| Luxemburg      | AFCFL   |                                         |           |                  |
| Malta          | MAFF    |                                         | Allierade |                  |
| Nederländerna  | AFBN    | Eredivisie                              |           | Associerat       |
| Norge          | NAIF    | Eliteserien                             |           | Fullt            |
| Polen          | ZFAP    | Polska Futbol Liga                      |           | Allierade        |
| Portugal       | APFA    | Liga Portuguesa de Futebol Americano    |           |                  |
| Rumänien       | FRFA    | Campionatul Național de Fotbal American |           |                  |
| Ryssland       | FAFR    | Vostochno-Yevropeiskaya Superliga       |           | Associerat       |
| Schweiz        | SAFV    | Nationalliga A                          |           | Fullt            |
| Serbien        | SAAF    |                                         |           | Associerat       |
| Slovakien      | SAAF    | Slovenská Futbalová Liga                |           | Associerat       |
| Slovenien      | ZANS    | Državno prvenstvo v ameriškem nogometu  |           |                  |
| Spanien        | FEFA    | Liga Nacional de Fútbol Americano       |           | Fullt            |
| Storbritannien | BAFA    | Premiership (Nord och Syd)              | 2         | Fullt            |
| Sverige        | SWE3    | Superserien                             |           | Fullt            |
| Tjeckien       | CAAF    | Rozpisdivize                            |           | Associerat       |
| Turkiet        | TRF     | Türkiye Korumalı Futbol Ligi            |           |                  |
| Tyskland       | AFVD    | German Football League (Nord och Syd)   | 3         | Fullt            |
| Ukraina        | ULAF    | Ukrainian League of American Football   |           |                  |
| Ungern         | MAFSZ   | Hungarian Football League               |           | Associerat       |
| Österrike      | AFBÖ    | Austrian Football League                |           | Fullt            |

## Europamästerskapet
De europeiska länderna kan kvalificera sig till Europamästerskapet i amerikansk fotboll sedan 1983.

## Europeiska turneringar
| Cup                         | Länder                                           | Mästare   |
| --------------------------- | ------------------------------------------------ | --------- |
| European League of Football | Polen · Spanien · Turkiet · Tyskland · Österrike |           |
| Skandinaviska cupen         | Danmark · Norge · Sverige                        | Stockholm |

## NFL Europa
Den amerikanska proffsligan NFL arrangerade en ren europeisk liga under olika former från 1995 till 2006 vars slutgiltiga namn var NFL Europa.